# Karlsrudtangen naturvernreservat
Karlsrudtangen naturreservat er et naturreservat i Ringerike kommune, Viken fylke i Norge. Naturreservatet, der har et areal 0,87 km², ligger i  Nordfjorden, der er den nordvestlige arm af søen Tyrifjorden, med floden Sognas udløb og delta; Det  har status som ramsarområde, som en del af Nordre Tyrifjorden våtmarkssystem, på grund af sin betydning for trækfugle.
Reservatet blev oprettet 28. juni 1985 for at bevare et rigt vådområde, som er del af et større system af vådområder.
Vegetationen består af strandeng med græs, star og padderok, samt partier med kratvegetation. På ydersiden går strandengene gradvis over i sand/mudderbund med frodig vandplantevegetation. Har særlig betydning som trækrasteplads for svømmefugle, som der påvist  61 forskellige arter af.